# Bierville (Essonne)
Ne doit pas être confondu avec la commune de Bierville (Seine-Maritime)

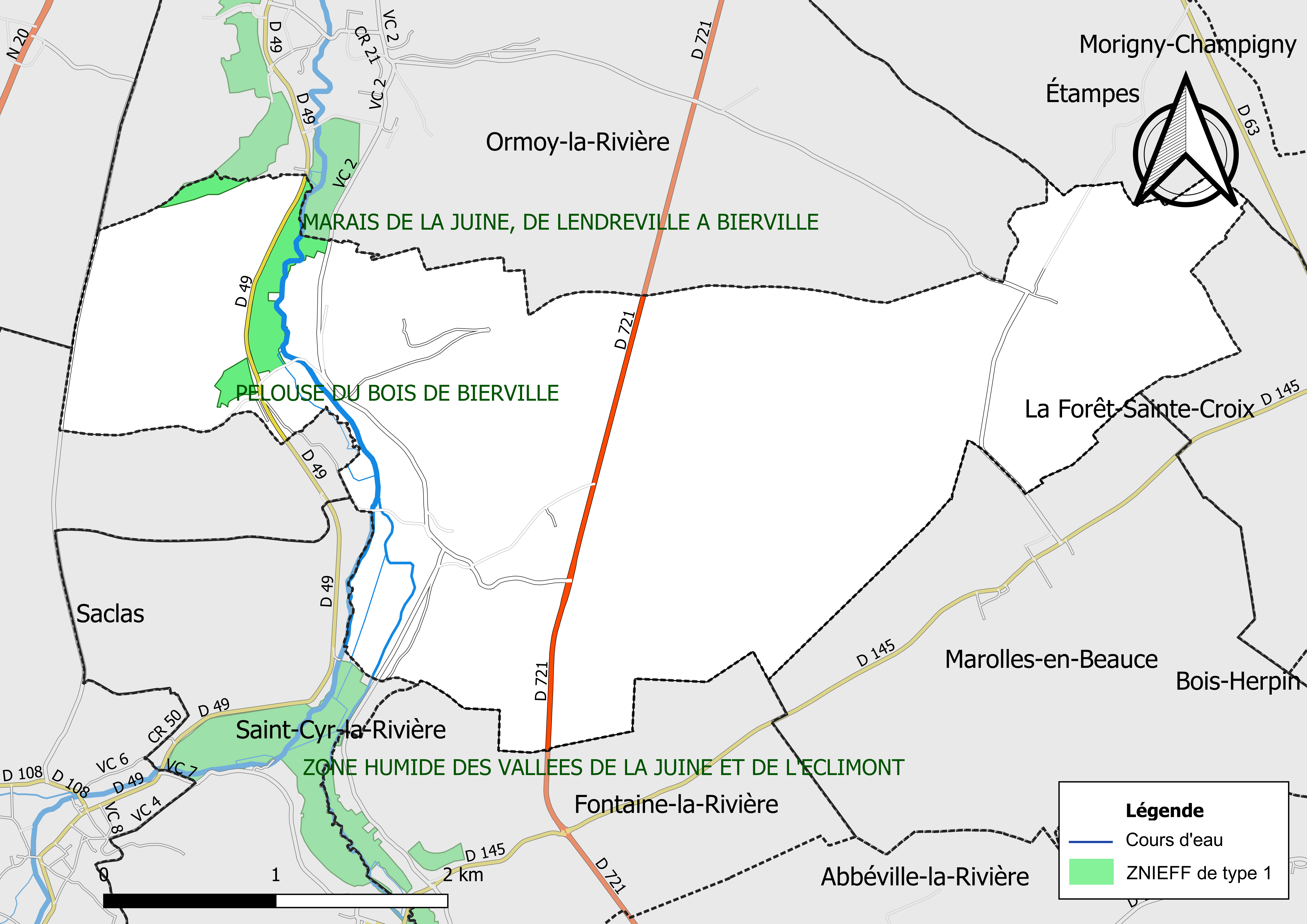
Localisation de la ZNIEFF de type 1 du plateau de Bierville au nord-ouest de la commune de Boissy-la-Rivière.

Le plateau du hameau de Bierville couvre une partie de la commune de Boissy-la-Rivière (Essonne).
Il se caractérise notamment par :
- une zone naturelle d'intérêt écologique, faunistique et floristique (ZNIEFF) (Identifiant national : 110001573)[1],
- le domaine et le château de Bierville, actuel centre de séminaires de la CFDT[2].